# Замагазинована руда
Замагазино́вана руда́ (рос. замагазинированная руда, англ. shrinkage ore, нім. magaziniertes Erz n , Magazinerz n) — при видобутку корисних копалин — руда, накопичена в очисній виробці в процесі її неодноразового відбивання. При розробці малопотужних родовищ З.р. слугує робочою площадкою при бурінні шпурів і оборці покрівлі, а при недостатньо тривких бокових породах — і для підтримки їх.